# 選挙

日本の選挙戦で使う候補者ポスター掲示板（選挙戦が公示されると候補者のポスターが届け出順で貼り付けられる）

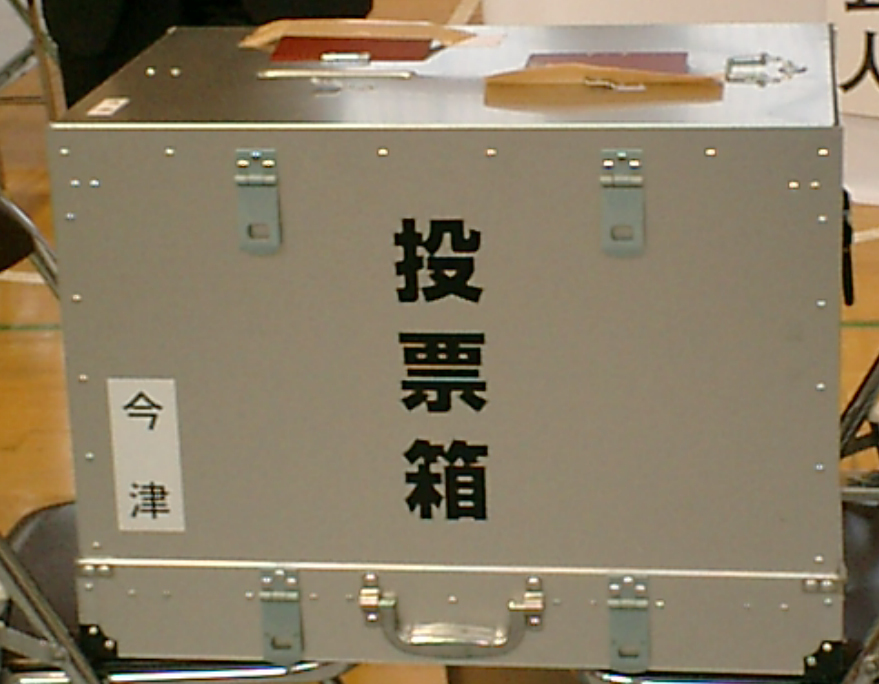
日本の選挙で使用される投票箱

選挙（せんきょ、英語: election）は、組織または集団において、投票などの手続きによって、代表者や役員などを決定するイベントである。国政に関する選挙は国政選挙（こくせいせんきょ）、地方自治に関する選挙は地方選挙（ちほうせんきょ）と称される。
動詞で「選挙する」と言った場合、公職に就任する者を選定する行為のことを指す。歴史的には挙手や起立、喝采などの方法が採用されたこともあるが、現代の選挙は投票によって行われることが多い（日本の公職選挙法35条も参照）。
明治維新前後の時期の表記・訳語では撰挙・選択とも。

## 選挙の種別
選挙における普通選挙、平等選挙、直接選挙、秘密選挙（秘密投票）、自由選挙（自由投票）という5つの原則を選挙の五大公理という。それぞれ対義の概念として、普通選挙と制限選挙、平等選挙と不平等選挙、直接選挙と間接選挙、秘密選挙（秘密投票）と公開選挙、自由選挙（自由投票）と強制選挙（強制投票）がある。

### 普通選挙・制限選挙
普通選挙
狭義には財力（納税額の多寡や財産の有無）を選挙人の要件としない選挙制度。広義には財力・人種・信条・性別などを選挙人の要件とせず、一定年齢に達したすべての国民に選挙権を与える選挙制度。
普通選挙は日本では日本国憲法第15条3項および日本国憲法第44条但書で保障されている。
普通選挙の実現は漸進的で、まず、財産制限の除去について1848年のフランス第二共和政憲法において確立され、第一次世界大戦後になって世界各国に広まることとなった。日本では1928年に財産制限が撤廃された。女性参政権についても第一次世界大戦後に世界の大勢となっていったが、フランスのように第二次世界大戦後に実現した国もある。日本でも女性参政権は第二次世界大戦後に実現した。
制限選挙
選挙権を収入、資産、家柄などで制限するもの。

### 平等選挙・不平等選挙
平等選挙
選挙人の選挙権を平等に扱う選挙制度。一人一票（数的平等）で一票の価値が平等（価値的平等）なもの。日本では日本国憲法第14条1項および日本国憲法第44条但書で保障されている。
不平等選挙
数的あるいは価値的に格差のある選挙。差等選挙ともいう。選挙人の一部が複数票を投票することを認める複数選挙や納税額の多少により等級を定め等級ごとに選挙を行う等級選挙がある。

### 直接選挙・間接選挙
直接選挙
選挙人が代表者を直接選ぶ選挙制度。今日では少なくとも議会下院の選挙は直接選挙が原則となっている。
間接選挙
選挙人が選挙人（中間選挙人）を選びその中間選挙人が投票を行う選挙制度。フランスやオーストリアなどの上院選挙やアメリカ大統領選挙で採用されている。ただし、アメリカ大統領選挙のように選挙委員の候補者が誰を大統領に選ぶか予め明らかにしたうえで選出する制度では実際には直接選挙と変わらない。
なお、有権者から選挙で選ばれた公職にある者がさらに選挙で代表者を選挙する制度は複選制という。
日本国憲法には直接選挙制について定めた明文の規定はない。学説には日本国憲法第43条の「選挙」には間接選挙が含まれると解する学説（参議院議員通常選挙においては衆議院議員総選挙とは異なり独自の間接選挙制の採用も許容される）と同条1項の「選挙された議員」の文言を根拠として直接選挙が保障されているとみる説（参議院議員通常選挙においても直接選挙によらねばならない）が対立しており争点となっている。

### 秘密選挙・公開選挙
秘密選挙
選挙人の投票内容（どの候補者あるいは政党に投票したか）の秘密が保障されている選挙制度。日本では日本国憲法第15条4項前段で保障されており、公職選挙法46条（無記名投票制）や同法52条（投票の秘密保持）、同法68条（他事項記載投票の無効）などの規定もこの原則に基づく。
公開選挙
署名などで投票内容が分かるもの。公開選挙では社会的弱者が自由に意思表明することが困難となる。

### 強制選挙・自由選挙
強制選挙
棄権に対して制裁を伴う選挙制度。有権者が必ず投票しなければならない義務投票によるもの。
自由選挙
投票したい者だけが自由に投票することを選択できる選挙制度。任意投票によるもの。

## 選挙方式
区割りと意見集約の方針で分類した選挙方式の表。
| 小選挙区制                   | 多数代表 | 比例代表 | 少数代表 |
| ---------------------------- | -------- | -------- | -------- |
| 単純小選挙区制               | ○        |          | ○        |
| 単純小選挙区制（決選投票制） | ○        |          | ○        |
| 認定投票                     | ○        |          | ○        |
| コンドルセの投票方法         | ○        |          | ○        |

| 大選挙区制                | 多数代表 | 比例代表 | 少数代表 |
| ------------------------- | -------- | -------- | -------- |
| 完全連記制 (block voting) | ○        |          | ○        |
| 単記非移譲式投票          |          | ○        | ○        |
| 単記移譲式投票            |          | ○        |          |

| 比例代表制             | 多数代表 | 比例代表 | 少数代表 |
| ---------------------- | -------- | -------- | -------- |
| 比例代表制             |          | ○        |          |
| チリで行われる国政選挙 |          | △        | ○        |

| 集団選挙区制 | 多数代表 | 比例代表 | 少数代表 |
| ------------ | -------- | -------- | -------- |
| 集団選挙区制 | ○        |          |          |

| その他                 | 多数代表 | 比例代表 | 少数代表 |
| ---------------------- | -------- | -------- | -------- |
| 小選挙区比例代表併用制 |          | ○        |          |
| 小選挙区比例代表並立制 |          | △        |          |

## 投票者による分類

### 公選
国会議員などの公職選挙に見られるように、一般の有権者の投票によって選出する方式。被選挙権の要件は有権者の要件と一致する必要はない。このため一党独裁国家などでも、被選挙権行使要件に「独裁者の推薦」などを加えることで、体制を崩すこと無く公選を維持するところがある。あるいは他県在住の者でも立候補できる知事選のように、有権者の権利を持たない者を選出するところもある。民選とも言う。

### 官選
日本の政令指定都市の区長や貴族院の勅撰議員に見られるように、国家などの行政機関の指名によって選出する方式。必ずしも投票が行われるわけではないが、公選・互選との比較のため掲載する。

### 互選
日本の内閣総理大臣指名投票やバチカン市国におけるコンクラーベ（教皇選出選挙）に見られるように、関係者の間で行う投票によって選出する方式。公選と違い、選挙権と被選挙権の要件は一致する。大抵の民主制での公選は、一般の有権者も被選挙権を持つため、大規模な互選ともいえる（しかし、選挙権と被選挙権の要件が異なる場合も多く、厳密には互選とはいえない）。

### くじ引き
くじなどを利用して、立候補者ごとに等しい確率で当選者を選出する方式。定数が何人であろうと当選者の勢力比の期待値は被選挙権行使者の人口比と完全に等しく、有権者すべてが被選挙権を行使すれば比例代表制になる。確率が絡むため個々の選挙では偏りが出る場合が殆どになる。古代ギリシアや室町幕府の第6代将軍（足利義教）選出などに例がある。投票者が存在しないため投票が行われることがないが、投票者が存在する選挙との比較のため掲載する。 また、投票で複数候補が同票で並び、そのいずれかが当選の資格を得る場合がある。日本の公職選挙法では決選投票を行わず、くじ引きで当選人を決定することになっている。 現在におけるくじで選ぶ公職の代表としては陪審員があげられ、日本には検察審査員や裁判員がある。

## 選挙の当落

### 当選
選挙によって選ばれること。選挙で選ばれた者を当選人（当選者）といい、通常、有効投票の最多数を得た者が当選者となる（複数名を選挙する場合には有効投票を多く得た順に上位者のうち定数に相当する人数の者が当選者となる。また、比例代表制の選挙の場合には政党の得票数により当選者が定まる。また間接選挙・勝者総取り方式の場合、有効投票の最多数を得ていない者が当選者となる場合もある）。最低得票数の制度が設けられている場合には最低得票を獲得していなければ当選人とはならない（日本の公職選挙における法定得票）。日本の公職選挙では当選の効力は選挙長による当選人の告示により生じ（公職選挙法102条）、当選人に当選証書が付与される（公職選挙法105条）。

### 当選確実
選挙報道において出口調査などの分析により当選することが確実とみられる状態をいう。当確と略す。

### 落選
選挙によって選ばれないこと。選挙によっては、有効投票の最多数を得た者が落選者となる場合もある。

### 次点
落選者のうちの最多得票者。繰り上げ当選の制度がある場合、選挙後の事情（主として選挙違反発覚により当選が取り消されたケースがある）によっては当選者となる場合もある。

## 選挙の管理
- 選挙管理委員会（日本国）
- 連邦選挙委員会（アメリカ合衆国）
- 中央選挙管理委員会 (琉球政府)
- 中央選挙委員会（中華民国）
- 中央選挙管理委員会 (大韓民国)
- 選挙監視団（国際連合平和維持活動など）

## 選挙と人気投票
事前に立候補者の人気を公表すると、選挙の当選結果を左右し公正な投票とならない。そのため、日本では公職選挙法138条の3に「人気投票の公表の禁止」が規定されており、事前に候補者の人気投票の結果を公開することが禁じられている。しかし、近年では、ネットメディアにより「意図せざる人気投票」がネット上で公開されたも同然となるなど、どの立候補者が人気であるかがたやすく予想されて選挙結果を左右する危険性も指摘されている。

## 各国における選挙

### 古代中国における「選挙」の語
古代中国においても選挙という述語が用いられているが、現代の選挙とは用法が異なるので、注意が必要である。この「選挙」とは、国家の側による官吏登用制度のことであり、科挙の前に用いられた用語である。その語源は、「郷挙里選」であるとされている。つまり、前漢代において、地方の郷・里の長が、地方官と協議した上で官吏候補者を推挙する制度を、こう呼んだ。この場合の選ぶ主体は、飽くまで中央政府であり、皇帝である。また、郷や里の有力者である地方の豪族の意見のことを「輿論」と呼んでいるので、同じく現代の用語と混同しないよう、注意を要する。一般の人間（庶人）や奴隷などは初めから数に含まれていないのである。
漢代の選挙が、六朝には九品官人法に発展し、隋唐を経て、科挙制度へと結びついていく。なお、選挙の語の用法は、後世まで広く用いられ、歴代の正史には「選挙志」という項目が立てられ、九品官人法や科挙制のことが述べられている。